# Mistrzostwa świata par w speedrowerze
Mistrzostwa świata par w speedrowerze (ang. World Pairs Cycle Speedway Championship) – turniej wyłaniający najlepszą reprezentację par w speedrowerze. Prowadzony jest przez Międzynarodową Federację Speedrowerową. Pierwsze mistrzostwa odbyły się w 2003 roku w Polsce.

## Medaliści
| Rok  | Miejsce        | Złoto                                                                | Srebro                                                              | Brąz                                               | Źr.   |
| ---- | -------------- | -------------------------------------------------------------------- | ------------------------------------------------------------------- | -------------------------------------------------- | ----- |
| 2003 | Częstochowa    | Polska · Dominik Rycharski · Marcin Szymański · Damian Woźny         | Anglia · Darren Slater · Jason Ashford · Chris Roberts              | Australia · Daniel Pudney · Joe Clarke · Neil Toye | [ 1 ] |
| 2005 | Lefevre        | Polska · Karol Szymański · Łukasz Nowacki · Paweł Kozłowski          | Australia · Daniel Pudney · Matthew Gentle · Jack Spear             | Anglia · Dave Hemsley · Lee Aris · Aaron Lowey     | [ 1 ] |
| 2007 | Częstochowa    | Polska · Marcin Szymański · Maciej Ganczarek · Rafał Duliński        | Australia · Daniel Pudney · Brad Hoppo · Mitchell Spear             | Anglia · Lee Aris · Mark Boaler · Chris Roberts    | [ 1 ] |
| 2009 | Murraylands    | Polska · Marcin Szymański · Maciej Ganczarek · Łukasz Nowacki        | Australia · Cody Chadwick · Daniel Pudney · Robert Fitzpatrick      | Anglia · Jono Birks · Lee Aris · Andy Angell       | [ 1 ] |
| 2011 | Edenton        | Australia · Joel Chadwick · Cody Chadwick · Daniel Pudney            | Polska · Przemysław Binkowski · Łukasz Nowacki · Marcin Paradziński | Anglia · Paul Heard · Andy Angel · Lee Aris        | [ 1 ] |
| 2013 | Murraylands    | Polska · Łukasz Nowacki · Marcin Szymański · Przemysław Binkowski    | Walia · Ben Mould · Jack Harrold                                    | Anglia · Paul Heard · Lee Aris · Chris Timms       | [ 1 ] |
| 2015 | Exeter         | Polska · Bartosz Grabowski · Marcin Szymański · Przemysław Binkowski | Anglia · Lee Aris · Chris Timms · Mark Boaler                       | Walia · Mark Carmichael · Nicky Evans · Ben Mould  | [ 1 ] |
| 2017 | Salisbury      | Australia · Joel Chadwick · Daniel Robb · Cody Chadwick              | Polska · Marcin Kołata · Bartosz Grabowski · Mateusz Ludwiczak      | Anglia · Myke Grimes · Zac Payne · Paul Heard      | [ 1 ] |
| 2019 | Świętochłowice | Polska · Marcin Szymański · Dawid Bas · Bartosz Grabowski            | Australia · Cody Chadwick · Shane Bentley · Bobby McMillan          | Walia · Ben Mould · Wil Bristowe · Cameron Gill    | [ 1 ] |
| 2023 | Lefevre        | Polska · Arkadiusz Szymański · Mikołaj Menz · Dawid Bas              | Australia · Daniel Robb · Joel Chadwick · Cody Chadwick             | Anglia · Paul Heard · Chris Timms · Josh Brooke    | [ 1 ] |

## Klasyfikacja medalowa

### Według państw/krajów
Stan po sezonie 2023
| Lp. | Państwo/Kraj | Złoto | Srebro | Brąz | Razem |
| --- | ------------ | ----- | ------ | ---- | ----- |
| 1.  | Polska       | 8     | 2      | –    | 10    |
| 2.  | Australia    | 2     | 5      | 1    | 8     |
| 3.  | Anglia       | –     | 2      | 7    | 9     |
| 4.  | Walia        | –     | 1      | 2    | 3     |

### Według zawodników
Stan po sezonie 2023
Tabela obejmuje pierwszą 10. najbardziej utytułowanych zawodników.
| Lp. | Zawodnik             | Państwo/Kraj | Lata      | Złoto | Srebro | Brąz | Razem |
| --- | -------------------- | ------------ | --------- | ----- | ------ | ---- | ----- |
| 1.  | Marcin Szymański     | Polska       | 2003–2019 | 6     | –      | –    | 6     |
| 2.  | Łukasz Nowacki       | Polska       | 2005–2013 | 3     | 1      | –    | 4     |
| 3.  | Cody Chadwick        | Australia    | 2009–2023 | 2     | 3      | –    | 5     |
| 4.  | Przemysław Binkowski | Polska       | 2011–2015 | 2     | 1      | –    | 3     |
| 4.  | Bartosz Grabowski    | Polska       | 2015–2019 | 2     | 1      | –    | 3     |
| 4.  | Joel Chadwick        | Australia    | 2011–2023 | 2     | 1      | –    | 3     |
| 7.  | Maciej Ganczarek     | Polska       | 2007–2009 | 2     | –      | –    | 2     |
| 7.  | Dawid Bas            | Polska       | 2019–2023 | 2     | –      | –    | 2     |
| 9.  | Daniel Pudney        | Australia    | 2003–2011 | 1     | 3      | 1    | 5     |
| 10. | Daniel Robb          | Australia    | 2017–2023 | 1     | 1      | –    | 2     |